# Repartitor de căldură
Repartitorul de căldură, sau repartitorul de costuri, în accepțiunea SR-EN 834, este un aparat de măsură ce integrează căldura cedata de un calorifer într-o unitate de timp.

## Funcționare

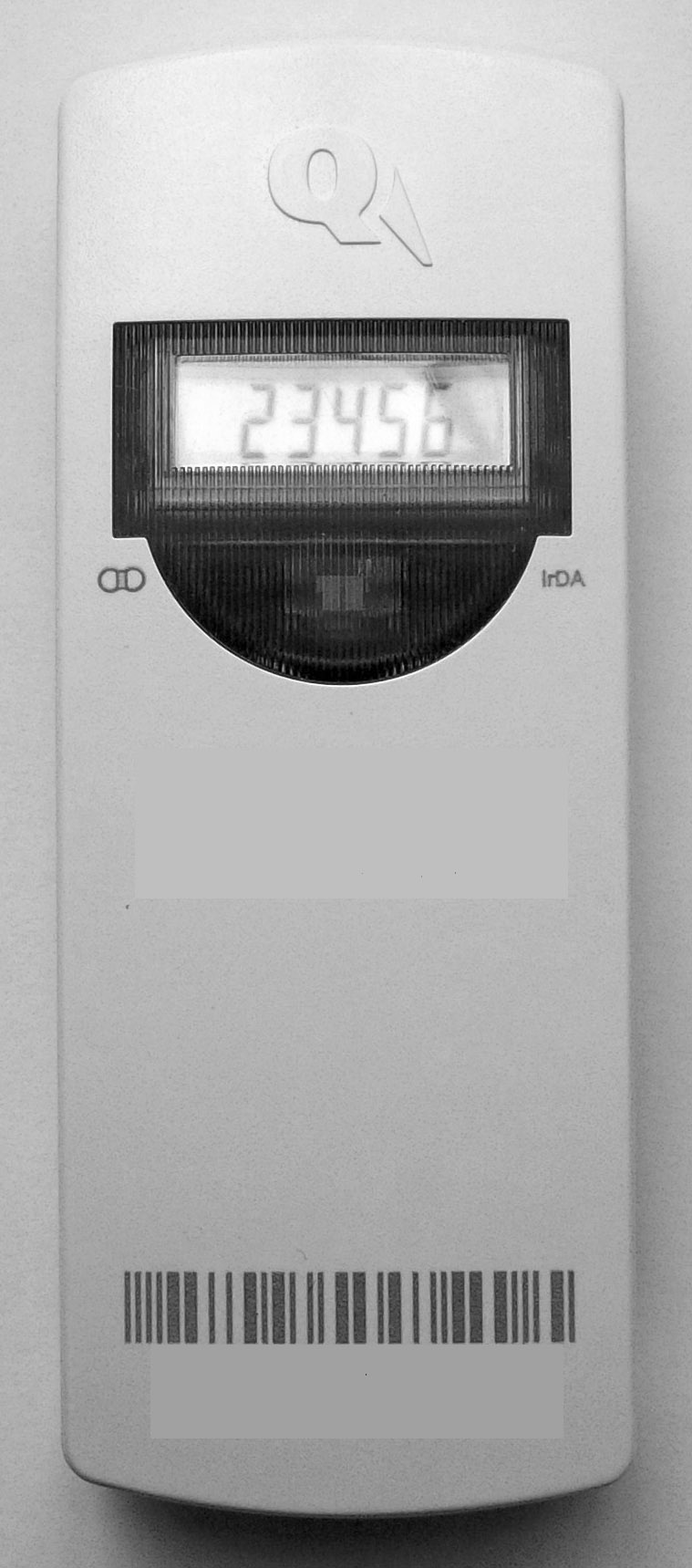
Repartitor de căldură

Repartitoarele de costuri de căldură sunt aparate montate pe radiatoare, care măsoară căldura degajată a fiecărui radiator. Repartitorul de costuri de căldură este electronic, cu  doi senzori de temperatura folosiți pentru a detecta consumul de căldură al radiatorului prin  diferența dintre  temperatura radiatorului și temperatura mediului ambiant.
Datorită celor doi senzori repartitoarele nu înregistrează căldura emanată de alte surse ( aragaz, radiatoare electrice, aeroterme etc.)
Montajul repartitoarelor se face la mijlocul caloriferului, la 75-80% din înălțimea acestuia, pe toate caloriferele din apartament.
În baza indicațiilor repartitoarelor de costuri  se calculează ulterior consumul de căldură în calorii și, implicit, factura de plată.

## Avantaje
Prin utilizarea repartitoarelor de costuri se poate evidenția consumul pe fiecare corp de încălzire. Respecta principiul „consumatorul plătește cât consumă”.
Astfel, fiecare consumator e încurajat să facă economie în primul rând prin a nu mai face risipă.
Risipa de căldură reprezintă aproximativ 25% din factura de încălzire.

## Dezavantaje
Parte din căldură se transmite prin pereți. Astfel, un vecin ce preferă o temperatură mai mică va plăti mai puțin pentru căldura de care beneficiază. Dar acesta este un fenomen valabil pentru orice sistem de încălzire. 

## Controverse
Criticii subliniază că implementarea contorizării individuale cu repartitoare de costuri se face greu datorita lipsei de informare corecta a cetățeanului.
Formulele de calcul folosite de companii pentru a emite facturile sunt descrise în Ordinul 343/2010 al ANRSC.